# أكي جيرهارد
أكي جيرهارد (بالسويدية: Åke Gerhard)‏ هو كاتب أغاني سويدي، ولد في 26 مارس 1921، وتوفي في 20 أغسطس 2009.

## وصلات خارجية
- أكي جيرهارد على موقع ميوزك برينز (الإنجليزية)
- أكي جيرهارد على موقع ميوزك برينز (الإنجليزية)